# Rijckaert Aertsz.

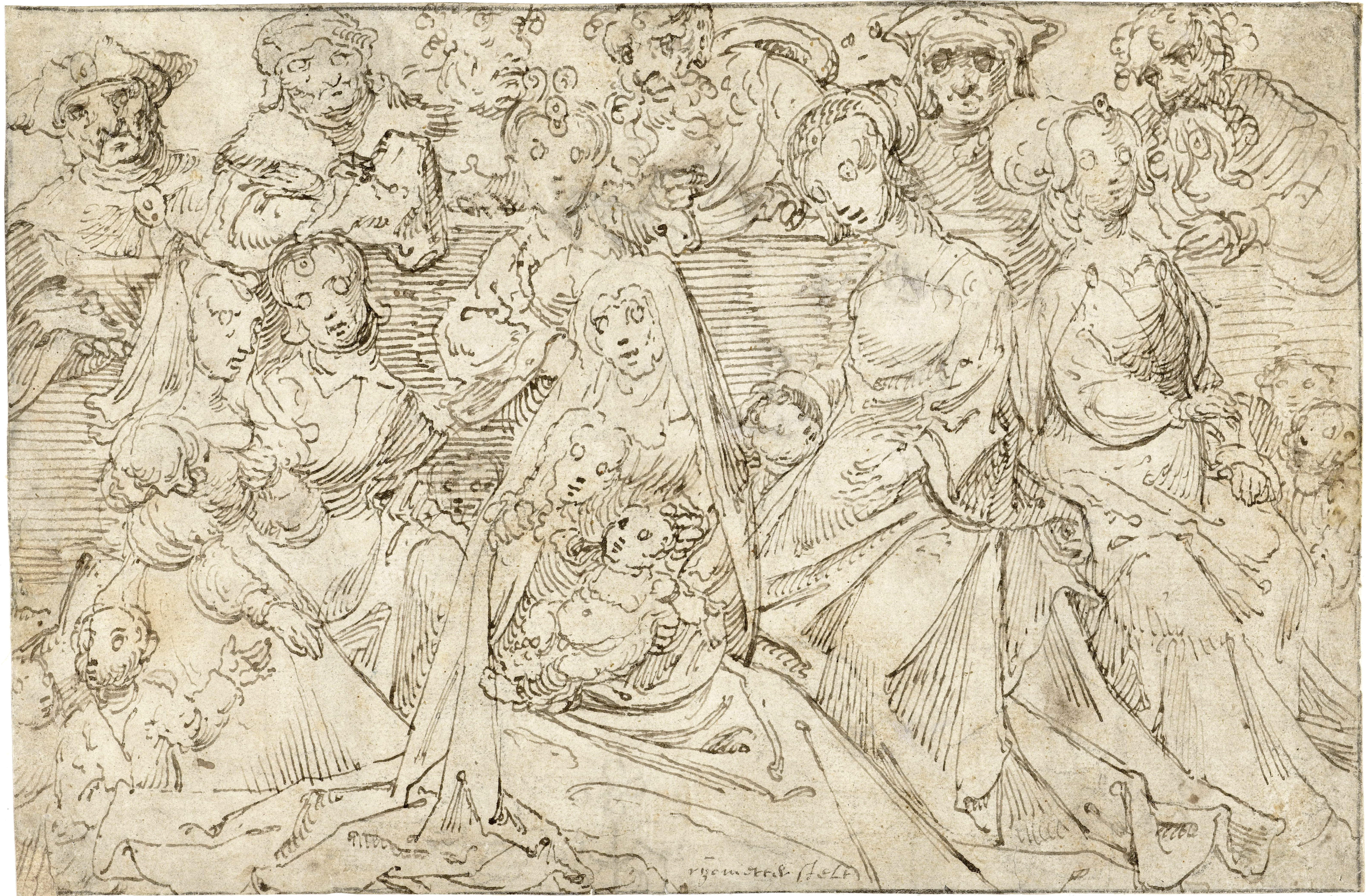
Rijckert Aertsz - Heilige Maagschap van Christus. Pentekening in bruin

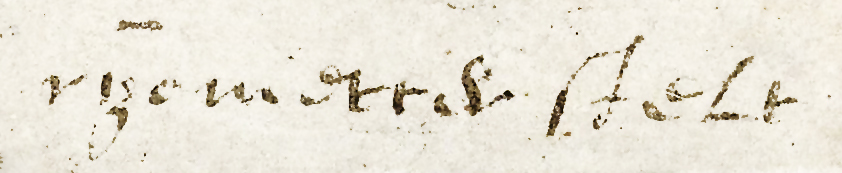
Rijckert Aertsz - handtekening

Rijckaert Aertsz. (ook: Rijkaart Aartzen), bijgenaamd Rijck met de Stelt (Wijk aan Zee, 1482 - Antwerpen, mei 1577) was een Nederlands kunstschilder die voornamelijk actief was in de Zuidelijke Nederlanden. Hij vervaardigde onder meer historiestukken en landschappen en ook naaktfiguren in het werk van andere schilders. 
Zijn bijnaam komt voort uit het feit dat hij een houten been had, ofwel met een kruk liep. Dit was het gevolg van een amputatie die moest worden toegepast nadat hij in zijn jeugd zijn been dusdanig had verbrand dat herstel niet mogelijk bleek. Later spotte hij met zijn handicap door van zichzelf te zeggen dat hij "Rijck en welgestelt" was.
Aertsz. was de zoon van een visser uit Wijk aan Zee. Na zijn ongeluk zat hij vaak bij het vuur te tekenen en toonde daarbij zoveel talent dat zijn ouders hem in de leer deden bij Jan Mostaert in Haarlem, die hem uiteindelijk de meestertitel verleende. Hier schilderde hij de luiken van het altaarstuk van het zakkendragersgilde in de Grote of Sint-Bavokerk en andere werken die veelal naar Friesland gegaan zijn. Op grond van citaten in Aertz' werk wordt vermoed dat hij naast zijn leertijd bij Mostaert ook nog bij Jacob Cornelisz. van Oostsanen heeft gewerkt. Later zou hij op zijn beurt de leermeester en vriend worden van Frans Floris.
Hij werkte tot ca. 1520 in Haarlem, waarna hij naar Antwerpen trok. Hier werd hij lid van de Violierenbloeme, onderdeel van het Sint-Lucasgilde. Hij verkreeg daar een bescheiden loon uit het schilderen van naakten voor andere schilders. Hij trouwde er met Catharina Dircksdr. Zij kregen een zoon, Lambert Rycx Aertsz, die eveneens kunstschilder werd. Het schaarse werk dat van Aertsz. bekend is, toont de overgang van gotiek naar renaissance, die gedurende zijn leven plaatsvond.
Op latere leeftijd verloor hij zijn gezichtsvermogen, waardoor hij de verf soms zo dik opbracht dat die weer moest worden afgeschraapt, omdat klanten dat niet wilden. Hij maakte zich hierom weleens kwaad, hoewel hij verder vrolijk van aard was en bekendstond als een vreedzaam en rustig mens. Hij overleed op 95-jarige leeftijd te Antwerpen.